# معركة هوج
معركة هوج أو هجوم هوج هي معركة وقعت في 8 نوفمبر 1917م في هوج وهي قرية عربية فلسطينية تقع 9.3 ميلا (15.0 كم) شمال شرق غزة في فلسطين وتمثل هذه المعركة جزء من الحرب العالمية الأولى .
تقدم البريطانيون نحو هوج واستطاعوا التغلب على القوة العثمانية الإلمانية المجرية هناك، ولكنهم رغم انتصارهم تكبدو خسائر بشرية في هذه المعركة.